# M78 (astronomia)
M 78 (nota anche come NGC 2068) è una nebulosa diffusa visibile nella costellazione di Orione. Scoperta da Pierre Méchain nel 1780, fu inclusa da Charles Messier nel suo celebre catalogo di oggetti astronomici nello stesso anno.

## Osservazione

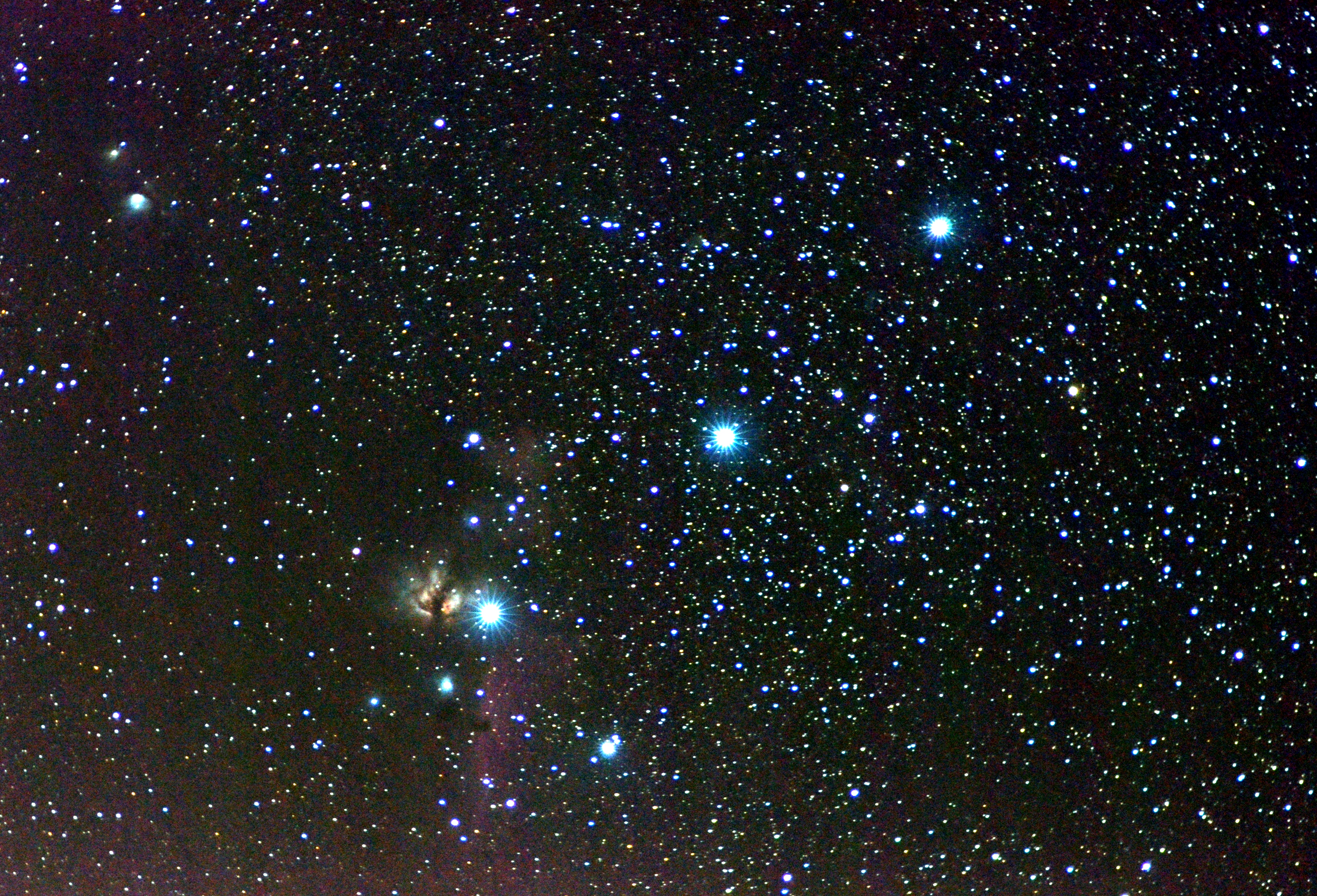
M78 compare nell'angolo in alto e a sinistra, in questa fotografia della Cintura di Orione.

M78 si individua molto facilmente, partendo dalla stella Mintaka, una delle tre stelle della Cintura di Orione, e spostandosi di 3° verso est e mezzo grado a nord. L'oggetto è anche alla portata di un binocolo 10x50, sebbene occorra un cielo molto nitido per la sua osservazione, come pure osservandolo con un telescopio da 60-80mm di apertura; si vede invece molto ben chiaramente in un 140mm, dove si mostra come una macchia ampia di colore grigiastro o azzurrognola e circondante una coppia di stelle. In un 300mm il lato settentrionale possiede un bordo netto, causato dalla presenza di una banda oscura.
M78 può essere osservata da entrambi gli emisferi terrestri, grazie alla sua posizione praticamente equatoriale: l'oggetto infatti raggiunge la medesima altezza in cielo da ogni coppia di latitudini opposte (ad esempio 30°N e 30°S), pertanto nessun emisfero risulta privilegiato rispetto all'altro per la sua osservazione. Il periodo migliore per la sua individuazione nel cielo serale è quello compreso fra novembre e aprile.

## Storia delle osservazioni
Nel 1780 Charles Messier descrive quest'oggetto, scoperto poco tempo prima da Pierre Méchain, come un gruppo di poche stelle circondate da molta nebulosità; l'ammiraglio Smyth trovò al suo interno una stella doppia, mentre la nebulosa viene definita come una singolare massa di materia e nebulosa capelluta.

## Caratteristiche

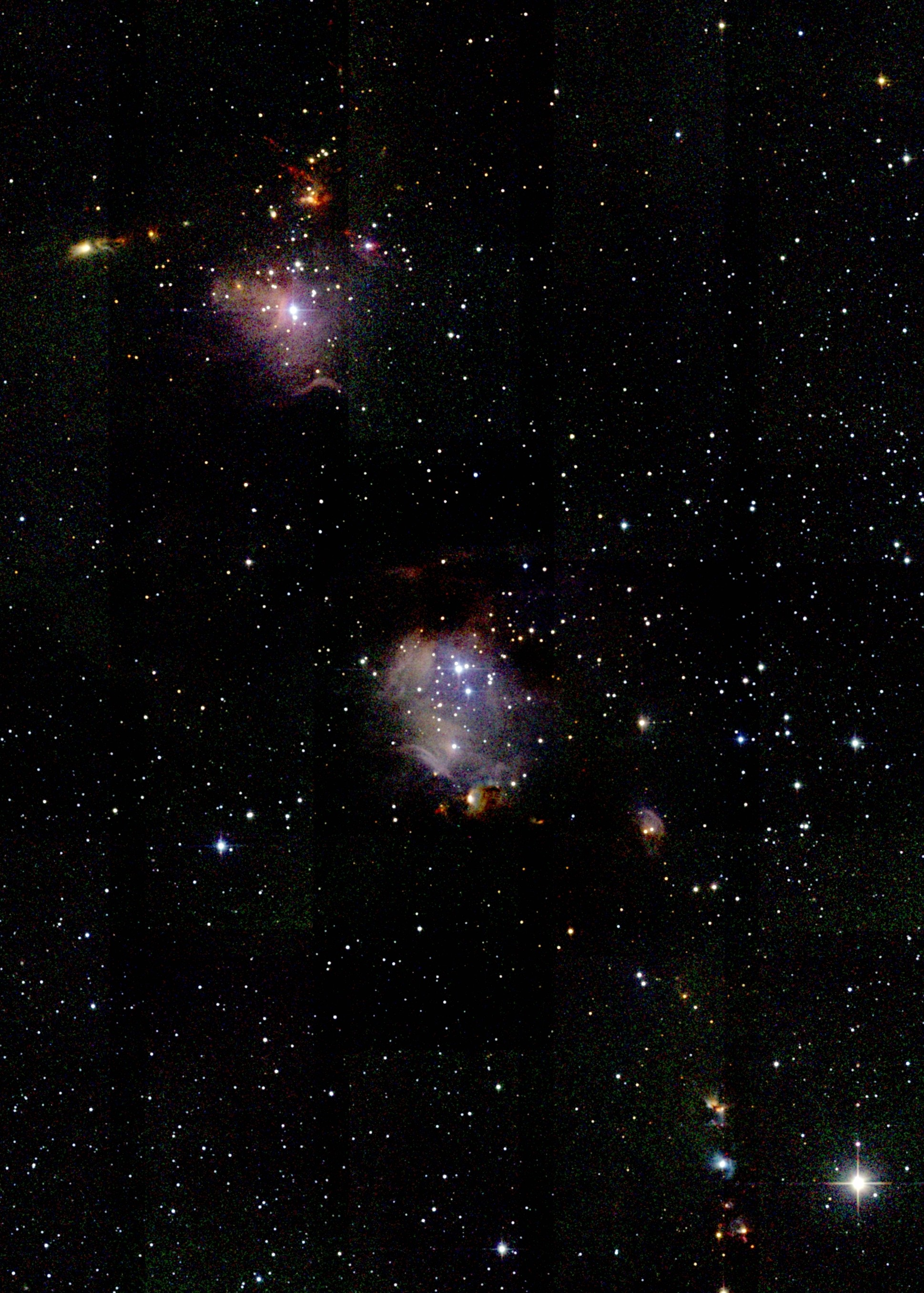
M78 e i dintorni, con in evidenza alcune nebulose a riflessione.

M78 è la nebulosa a riflessione più brillante del cielo; fa parte di un gruppo di nebulose che comprende NGC 2064, NGC 2067 e NGC 2071, lontano 1.600 anni luce dalla Terra. Le due stelle che illuminano la nube di polvere in M78 sono catalogate come HD 38563A e HD 38563B e sono di magnitudine 10; l'estensione reale della nebulosa è pari a circa 4 anni luce.
Sono conosciute circa 45 stelle variabili del tipo T Tauri, ossia stelle giovani in formazione, come pure 17 oggetti Herbig-Haro all'interno di M78; fa parte del complesso nebuloso molecolare di Orione e non è che un frammento del gas presente in questa regione, illuminato da stelle vicine.
Poco a sudovest di M78, in una regione molto oscurata del complesso di LDN 1630, si osservano tre oggetti HH connessi fra loro, catalogati come HH 24, HH 25 e HH 26; questa sezione di nube presenta una complessa morfologia a causa degli intensi fenomeni di formazione stellare che qui hanno luogo. Come conseguenza di ciò, la regione è ricca di oggetti stellari giovani, fra cui sono state individuate due giovanissime protostelle di classe 0, la protostella di classe 1 HH26IR, dalla forte emissione di radiazione infrarossa e quattro ulteriori sorgenti infrarosse riosservate dall'IRAS e già note negli anni settanta, che possiedono una luminosità compresa fra le 15 e le 25 L☉. Dai bozzoli gassosi delle due protostelle di classe 0 fuoriescono dei getti di materia molto densi lungo il cui asse si trovano dei fasci di idrogeno molecolare; i nuclei dei bozzoli sono allo stesso modo molto densi.
Nel gennaio del 2004 la stella V1647 Orionis, una giovane variabile eruttiva situata sul bordo nordoccidentale della nube, subì un improvviso picco di luminosità, illuminando una parte dei gas della nube, che fu chiamata Nebulosa di McNeil dal nome del suo scopritore: questo evento ebbe notevole importanza nello studio delle dinamiche correlate alle giovani stelle di pre-sequenza principale e fu intensamente studiata per due anni, corrispondenti al periodo in cui mantenne una luminosità superiore alla norma; nell'ottobre del 2005 la sua luminosità scese bruscamente.

### Libri
- (EN) Stephen James O'Meara, Deep Sky Companions: The Messier Objects, Cambridge University Press, 1998, ISBN 0-521-55332-6.

### Carte celesti
- Toshimi Taki, Taki's 8.5 Magnitude Star Atlas, su geocities.jp, 2005. URL consultato il 7 novembre 2010 (archiviato dall'url originale il 5 novembre 2018). - Atlante celeste liberamente scaricabile in formato PDF.

 Tirion, Rappaport, Lovi, Uranometria 2000.0 - Volume II - The Southern Hemisphere to +6°, Richmond, Virginia, USA, Willmann-Bell, inc., 1987, ISBN 0-943396-15-8.
- Tirion, Sinnott, Sky Atlas 2000.0 - Second Edition, Cambridge, USA, Cambridge University Press, 1998, ISBN 0-933346-90-5.
- Tirion, The Cambridge Star Atlas 2000.0, 3ª ed., Cambridge, USA, Cambridge University Press, 2001, ISBN 0-521-80084-6.